# Millennium-Klasse
Die Millennium-Klasse ist eine Baureihe von vier baugleichen Panamax-Kreuzfahrtschiffen, die zwischen den Jahren 2000 und 2002 für die amerikanische Reederei Celebrity Cruises in Dienst gestellt wurden. Die Schiffe entstanden auf der französischen Werft Chantiers de l’Atlantique in Saint-Nazaire.
Der Entwurf der Millennium-Klasse stammt von dem Schiffsarchitekten Jon Bannenberg; typisch ist die ungewöhnliche Farbgebung und die kantige Form des Hecks. Die Schiffe entstanden in direkter Konkurrenz zu den in Größe und Technik vergleichbaren Kreuzfahrtschiffen der Radiance-Klasse des Mutterkonzerns Royal Caribbean Cruises Ltd. und zeichnen sich durch luxuriöse Ausstattung, großflächige Verglasung und ein großzügiges Passagierverhältnis (ca. 45 BRZ/Passagier) aus. Die meisten Kabinen liegen an den Außenseiten. Die vergleichsweise hohe Geschwindigkeit von ca. 24 Knoten erlaubt weltweiten Einsatz auch über lange Distanzen.

## Maschinenanlage und Antrieb
Das Typschiff Celebrity Millennium war das erste Kreuzfahrtschiff der Welt, dessen Haupt-Maschinenanlage mit Gasturbinen anstatt Dieselmotoren ausgerüstet worden war. Der Antrieb erfolgt über zwei Propellergondeln des Typs Rolls-Royce „Mermaid“ (dt. „Meerjungfrau“), die erstmals in einem Kreuzfahrtschiff installiert wurden.

### Energieversorgung
Das besondere technische Merkmal der Millennium-Klasse ist die komplexe turboelektrische Maschinenanlage. Die beiden Gasturbinen und eine Dampfturbine sind mit Generatoren gekoppelt, welche die Schiffe mit elektrischer Energie versorgen. Diese Kombination wird auch als COGAS-electric (für „Combined Gas And Steam“) bezeichnet. Der Grund für diese Auslegung war der im Vergleich zu Dieselmotoren deutlich geringere Schadstoffausstoß der Gasturbinen. Die Gasturbinen des Typs General Electric LM2500+ erzeugen eine Wellenleistung von je 29,8 MW (ca. 40.500 WPS). Es handelt sich dabei um sogenannte Aero-Derivate, die auf der Basis des Strahltriebwerks General Electric CF6 entwickelt wurden, das unter anderem auch für die Boeing 747 verwendet wird. Die Abwärme wird in Abgas-Dampferzeugern für die Erzeugung von Heißdampf genutzt, mit dem unter anderem eine weitere Dampfturbine angetrieben wird, die ebenfalls mit einem Generator gekoppelt ist. Mit dieser Technik kann der Gesamtwirkungsgrad der Maschinenanlage deutlich gesteigert werden.
Um den Kraftstoffverbrauch zu reduzieren und hohen Betriebskosten zu senken, wurde an Bord der Schiffe seit 2007 ein Dieselgeneratorsatz mit einer elektrischen Leistung von 11,2 MW installiert. Dessen 16-Zylinder-Dieselmotor der Baureihe Wärtsilä 38 kann mit Schweröl (MFO) betrieben werden, während die Gasturbinen auf den teureren leichten Marinediesel (MGO) angewiesen sind.

### Antrieb und Manövrierhilfen
Die Schiffe der Millennium-Klasse werden von zwei im Heck eingebauten Propellergondeln des Typs Rolls-Royce „Mermaid“ angetrieben, die zum Steuern und Manövrieren um 360° gedreht werden können. Der Antrieb der nach vorn gerichteten KaMeWa-Festpropeller (sog. Zugpropeller) erfolgt über Cegelec-Drehstrommotoren mit einer Leistung von jeweils 19,5 MW (ca. 26.520 PS) bei einer Drehzahl von bis zu 150/min. Diese Antriebsart sorgt für eine vergleichsweise niedrige Geräusch- und Vibrationsentwicklung. Aufgrund der Antriebstechnik kommen die Schiffe ohne zusätzliche Manövrierhilfen im Heck aus. Im Bug sind drei Querstrahlanlagen installiert.

### Technische Probleme
An Bord der vier Schiffe kam es jedoch immer wieder zu Problemen mit dem Antriebssystem, in deren Folge Kreuzfahrten abgebrochen oder abgesagt werden mussten. Die beiden Propellergondeln des Schiffs mussten mehrmals bei außerplanmäßigen Aufenthalten im Trockendock instand gesetzt werden. Die juristischen Auseinandersetzungen zwischen dem Mutterkonzern Royal Caribbean Cruises und dem Hersteller Rolls-Royce wurden erst Anfang 2010 im Rahmen eines Vergleichs beigelegt. Die Reederei erhielt einen Schadenersatz von 65 Mio. US-$.

## Übersicht
| Name          | Baunummer | IMO     | Ablieferung | Vermessung | Eigner             | Status/Verbleib                                          |
| ------------- | --------- | ------- | ----------- | ---------- | ------------------ | -------------------------------------------------------- |
| Millennium    | R31       | 9189419 | Juli 2000   | 90.228 BRZ | Millennium Inc.    | 2008: Celebrity Millennium, in Dienst                    |
| Infinity      | S31       | 9189421 | Feb. 2001   | 90.940 BRZ | Infinity           | 2007: Celebrity Infinity, in Dienst                      |
| Summit        | T31       | 9192387 | Sept. 2001  | 90.280 BRZ | Summit Inc.        | 2008: Celebrity Summit, in Dienst                        |
| Constellation | U31       | 9192399 | April 2002  | 90.280 BRZ | Constellation Inc. | 2007: Celebrity Constellation, steht derzeit zum Verkauf |

## Galerie

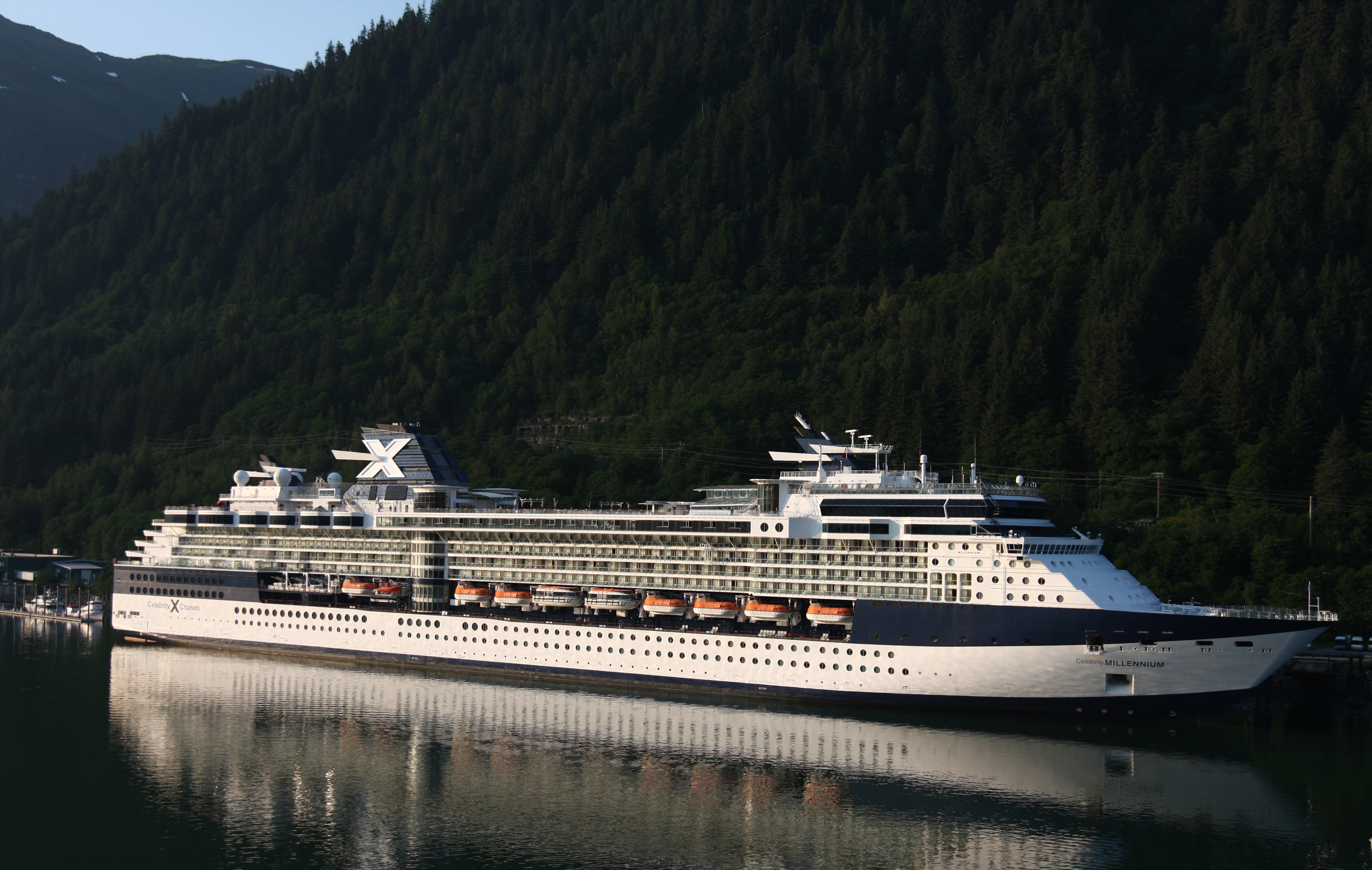
Celebrity Millennium
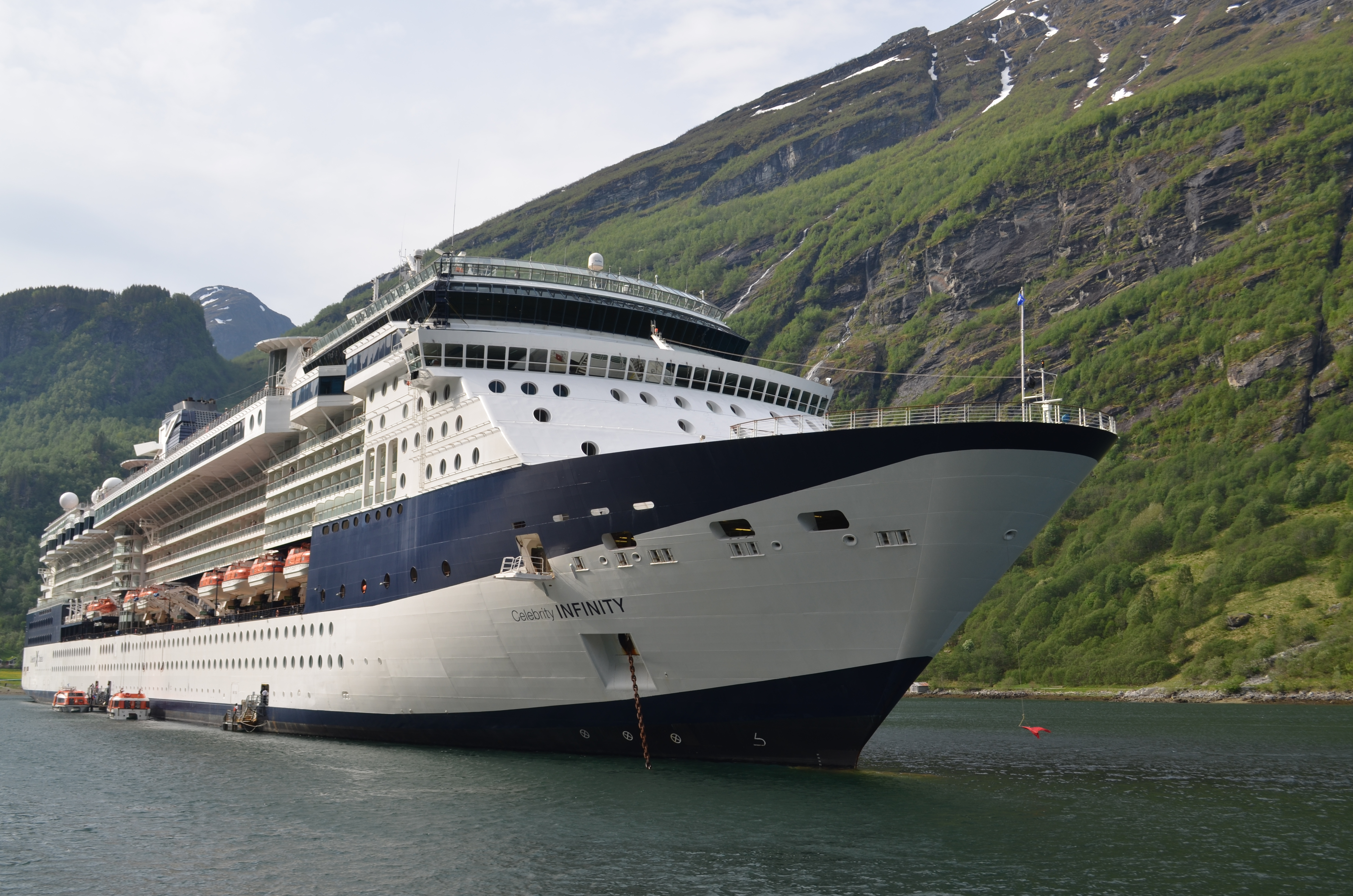
Celebrity Infinity
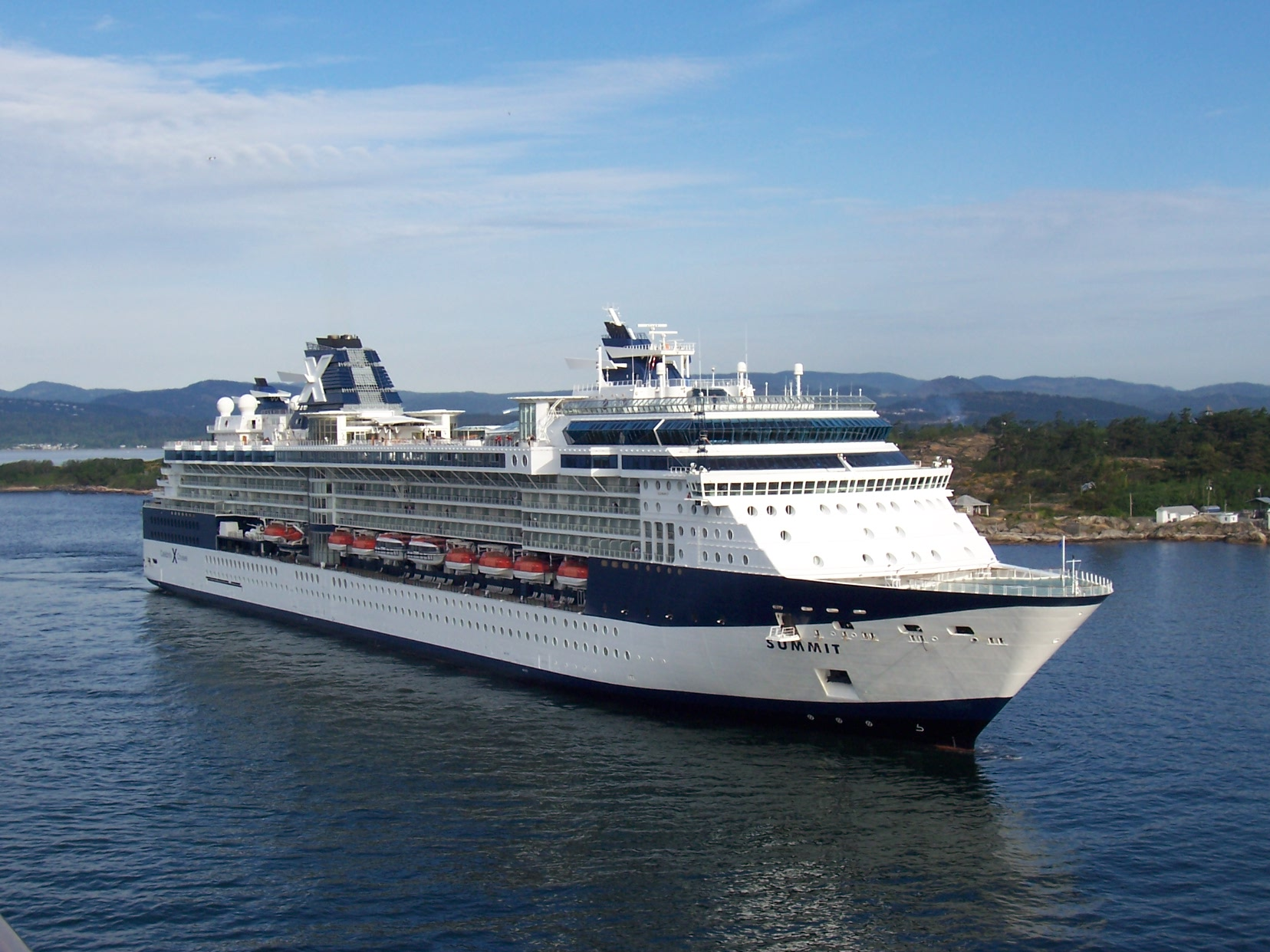
Celebrity Summit, hier noch als Summit
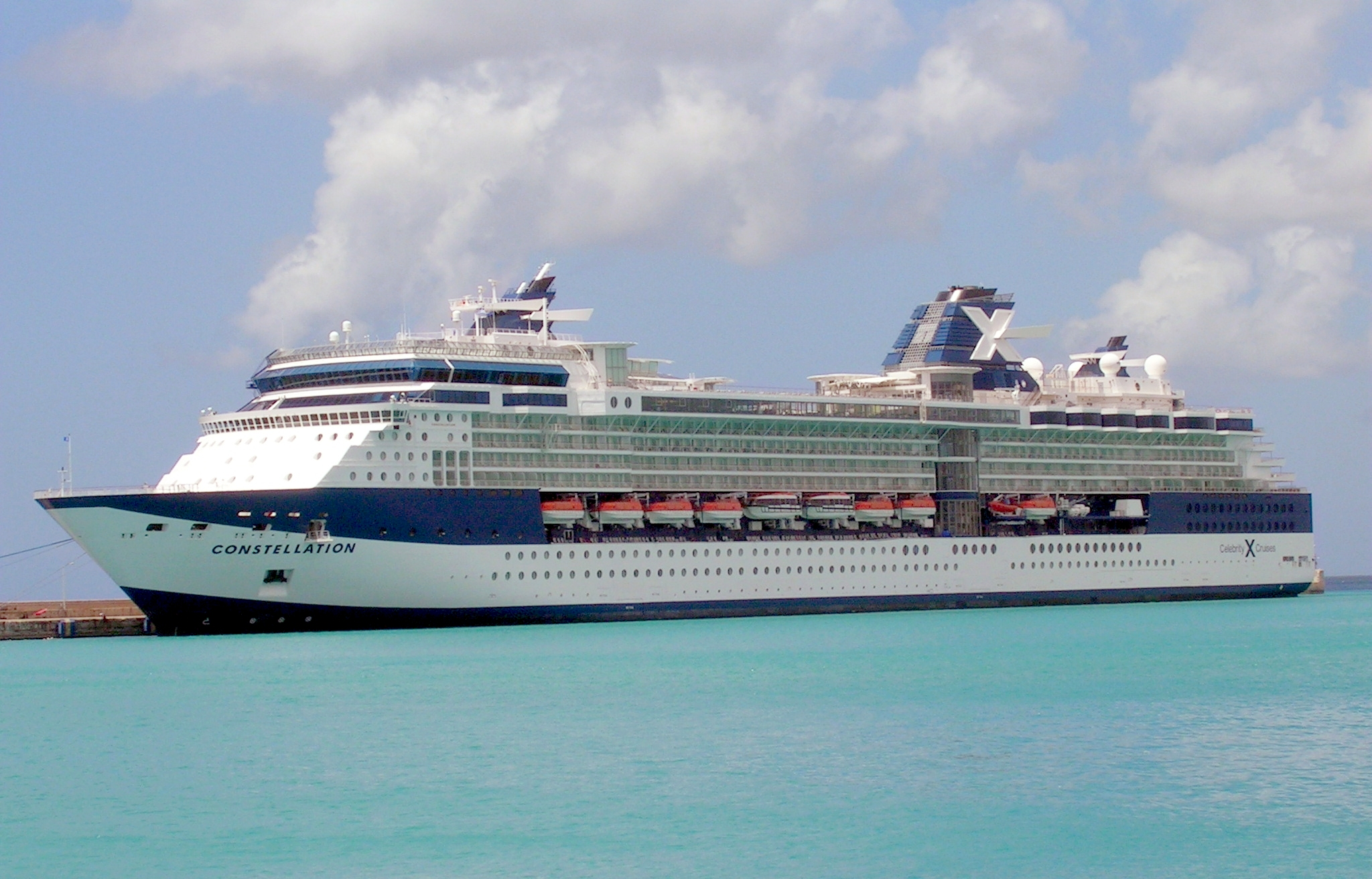
Celebrity Constellation, hier noch als Constellation